# Episodi di Gunsmoke (diciottesima stagione)
La diciottesima stagione della serie televisiva Gunsmoke è andata in onda negli Stati Uniti dall'11 settembre 1972 al 5 marzo 1973 sulla CBS.
| nº | Titolo originale     | Prima TV USA      | Titolo italiano | Prima TV Italia |
| -- | -------------------- | ----------------- | --------------- | --------------- |
| 1  | The River (1)        | 11 settembre 1972 |                 |                 |
| 2  | The River (2)        | 18 settembre 1972 |                 |                 |
| 3  | Bohannan             | 25 settembre 1972 |                 |                 |
| 4  | Judgement            | 2 ottobre 1972    |                 |                 |
| 5  | The Drummer          | 9 ottobre 1972    |                 |                 |
| 6  | Sarah                | 16 ottobre 1972   |                 |                 |
| 7  | The Fugitives        | 23 ottobre 1972   |                 |                 |
| 8  | Eleven Dollars       | 30 ottobre 1972   |                 |                 |
| 9  | Milligan             | 6 novembre 1972   |                 |                 |
| 10 | Tatum                | 13 novembre 1972  |                 |                 |
| 11 | The Sodbusters       | 20 novembre 1972  |                 |                 |
| 12 | The Brothers         | 27 novembre 1972  |                 |                 |
| 13 | Hostage!             | 11 dicembre 1972  |                 |                 |
| 14 | Jubilee              | 18 dicembre 1972  |                 |                 |
| 15 | Arizona Midnight     | 1º gennaio 1973   |                 |                 |
| 16 | Homecoming           | 8 gennaio 1973    |                 |                 |
| 17 | Shadler              | 15 gennaio 1973   |                 |                 |
| 18 | Patricia             | 22 gennaio 1973   |                 |                 |
| 19 | A Quiet Day in Dodge | 29 gennaio 1973   |                 |                 |
| 20 | Whelan's Men         | 5 febbraio 1973   |                 |                 |
| 21 | Kimbro               | 12 febbraio 1973  |                 |                 |
| 22 | Jesse                | 19 febbraio 1973  |                 |                 |
| 23 | Talbot               | 26 febbraio 1973  |                 |                 |
| 24 | This Golden Land     | 5 marzo 1973      |                 |                 |

## The River (1)
- Prima televisiva: 11 settembre 1972
- Diretto da: Herb Wallerstein
- Scritto da: Jack Miller

### Trama
- Guest star: Jerry Gatlin (Lapin), Dan Flynn (negoziante), Clay O'Brien (Tuttle Kinkaid), Chanin Hale, Read Morgan (Suggs), Slim Pickens (Charlie Utter), Patti Cohoon (Hannah Kinkaid), Míriam Colón (Paulette), Jack Elam (Pierre), Mark Stanoch, Roger Torrey (Finn MacCool)

## The River (2)
- Prima televisiva: 18 settembre 1972
- Diretto da: Herb Wallerstein
- Scritto da: Jack Miller

### Trama
- Guest star: Slim Pickens (Charlie Utter), Clay O'Brien (Tuttle Kinkaid), Roger Torrey (Finn MacCool), Maudie Prickett (zia Ida), Patti Cohoon (Hannah Kinkaid), Míriam Colón (Paulette), Jack Elam (Pierre), Jerry Gatlin (Lapin), Chanin Hale, Pete Kellett (Hodad), Ronald Manning (Stinson), Don Megowan (Colo Grimes), Read Morgan (Suggs), Gene Tyburn (Poe)

## Bohannan
- Prima televisiva: 25 settembre 1972
- Diretto da: Alf Kjellin
- Scritto da: William Kelley

### Trama
- Guest star: Helen Kleeb (Dorcas Wentzel), Richard Kiley (Bohannan), Glenn Strange (Sam Noonan), Linda Marsh (Lydia Walden), Ed Bakey (Goody Stackpole), Woody Chambliss (Woody Lathrop), Regis Cordic (reverendo), Ted Jordan (Nathan Burke), Vincent Van Patten (Heck Walden)

## Judgement
- Prima televisiva: 2 ottobre 1972
- Diretto da: Philip Leacock
- Scritto da: Shimon Wincelberg

### Trama
- Guest star: Katherine Helmond (Ena Spratt), Mariette Hartley (Fiona Gideon), Richard Kelton (Ab Craddock), Ted Jordan (Nathan Burke), Tim O'Connor (Gideon), Melissa Gilbert (bambino di Spratt), Ramon Bieri (Musgrove), Jon Locke (Orval)

## The Drummer
- Prima televisiva: 9 ottobre 1972
- Diretto da: Bernard McEveety
- Scritto da: Richard Fielder

### Trama
- Guest star: Victor French (Daniel Shay), Fionnula Flanagan (Sarah Morgan), Kiel Martin (Ike Daggett), Bruce Glover (Enoch Brandt), Herb Armstrong (Sayers), Brandon Cruz (Jimmy Morgan), Paul Sorenson (Trent)

## Sarah
- Prima televisiva: 16 ottobre 1972
- Diretto da: Gunner Hellström
- Scritto da: Calvin Clements Sr.

### Trama
- Guest star: Jonathan Lippe (Sonny), Mike Lane (Digby), John Orchard (Taylor), Ronald Manning (Engels), Anthony Caruso (Pappy Quinn), Larry Duran (Vesco), Anne Francis (Sarah), Rex Holman (Ed), George Keymas (Deering), Kay E. Kuter (Warren), Albert Pena (stalliere)

## The Fugitives
- Prima televisiva: 23 ottobre 1972
- Diretto da: Irving J. Moore
- Scritto da: Charles Joseph Stone

### Trama
- Guest star: Glenn Strange (Sam Noonan), Ted Jordan (Nathan Burke), Troy Melton (Curley Danzig), Darrell Larson (Danny Stalcup), Vic Tayback (Bill Hankins), Russell Johnson (Link Parrin), James Olson (Bede Stalcup)

## Eleven Dollars
- Prima televisiva: 30 ottobre 1972
- Diretto da: Irving J. Moore
- Scritto da: Paul Savage

### Trama
- Guest star: Susan Oliver (Sarah Elkins), Gloria LeRoy (Claire), A. G. Vitanza (Wolfer), Diane Shalet (Charity Spencer), Josh Albee (Chad), E. J. Andre (Jeb Spencer), Owen Bush (impiegato dell'hotel), Phil Chambers (Beckwith), Sam Edwards (Wolfer), Ike Eisenmann (Clay), Roy Engel (Sander), Tom Waters (barista)

## Milligan
- Prima televisiva: 6 novembre 1972
- Diretto da: Bernard McEveety
- Scritto da: Ron Bishop

### Trama
- Guest star: John Pickard (Bob Power), Charles Macaulay (Dofeny), Gene Tyburn (Logan), Robert Swan (Looter), Read Morgan (Potter), Harry Morgan (John Milligan), Todd Bass (Tom), Sorrell Booke (Gerald Pandy), Lew Brown (Reeves), Joseph Campanella (Jack Norcross), Lynn Carlin (Janet Milligan), Patti Cohoon (Wendy Milligan), Samee Lee Jones (ragazza), Scott Walker (Mattis)

## Tatum
- Prima televisiva: 13 novembre 1972
- Diretto da: Gunner Hellström
- Scritto da: Jim Byrnes

### Trama
- Guest star: Sandra Smith (Maddy), Jeff Pomerantz (Dirk Mitchell), Robert Tindell (uomo), Neil Summers (Joe Beel), Ana Corita (Kata), Gene Evans (Bodie Tatum), Duncan Inches (uomo), Sheila Larken (Marion), Jay W. MacIntosh (Gwenn), Lloyd Nelson (pastore evangelico), Kenneth Tobey (Ed Terrall)

## The Sodbusters
- Prima televisiva: 20 novembre 1972
- Diretto da: Robert Butler
- Scritto da: Ron Bishop

### Trama
- Guest star: Harrison Ford (Print), Leif Garrett (John Callahan), Richard Bull (Deems), Joe Di Reda (Navin), Norman Bartold (Darga), Alex Cord (Pete Brown), Morgan Woodward (Lamoor Underwood), Robert Viharo (Dick Shaw), Paul Prokop (Dan), Evans Thornton (Murphy), Colin Male (Gene Hill), Dawn Lyn (Maria Callahan), Katherine Justice (Clarabelle Callahan), Jim Boles (Kestin)

## The Brothers
- Prima televisiva: 27 novembre 1972
- Diretto da: Gunner Hellström
- Scritto da: Calvin Clements Sr.

### Trama
- Guest star: Joe Silver (Beal Brown), Eddie Ryder (becchino), Dan White (anziano), Danil Torppe (Alf), Al Berry (frequentatore bar Bob), Phil Chambers (Shotgun), Regis Cordic (sceriffo Crane), Reid Cruickshanks (Mr. Denton), Howard Culver (Howie Uzzell), Angus Duncan (Jay Wrecken), Edward Faulkner (commesso viaggiatore), Nancy Fisher (Flo), Steve Forrest (Cord Wrecken), Kelton Garwood (Percy Crump), Ted Jordan (Nathan Burke), Glenn Strange (Sam Noonan), John Kowal (frequentatore bar Joe), Richard O'Brien (Carter), Terry Wilson (stalliere)

## Hostage!
- Prima televisiva: 11 dicembre 1972
- Diretto da: Gunner Hellström
- Scritto da: Paul F. Edwards

### Trama
- Guest star: Sandra Kent (Martha), Ted Jordan (Nathan Burke), Nina Roman (Amy Lee), Geoffrey Lewis (Lafitte), William Smith (Jude Bonner), Stafford Repp (sceriffo Tanner), Hal Baylor (Toke), Woody Chambliss (Woody Lathrop), James Chandler (governatore), Glenn Strange (Sam Noonan), Marco St. John (Virgil Bonner)

## Jubilee
- Prima televisiva: 18 dicembre 1972
- Diretto da: Herb Wallerstein
- Soggetto di: Jack Freeman

### Trama
- Guest star: Whitey Hughes (Billy Banner), Alan Hale, Jr. (Dave Chaney), Lori Rutherford (Annie Frye), Collin Wilcox (Bess Frye), Scott Brady (Ed Wells), Todd Cameron (Caleb Frye), Woody Chambliss (Woody Lathrop), Ted Jordan (Nathan Burke), Glenn Strange (Sam Noonan), Tom Skerritt (Tuck Frye)

## Arizona Midnight
- Prima televisiva: 1º gennaio 1973
- Diretto da: Irving J. Moore
- Scritto da: Dudley Bromley

### Trama
- Guest star: Stanley Clements (Red), Mills Watson (Fred), Ken Mayer (Ed), Billy Curtis (Arizona), Sandie Powell (Beatrice)

## Homecoming
- Prima televisiva: 8 gennaio 1973
- Diretto da: Gunner Hellström
- Scritto da: Calvin Clements Sr.

### Trama
- Guest star: Stuart Margolin (Johnny Moffit), Lynne Marta (Prudence), Ivy Jones (Martha Beal), Richard Kelton (Rick Wilson), Lurene Tuttle (Anna Wilson), Robert Pratt (Ray Wilson), Claudia Bryar (Mrs. Bronson)

## Shadler
- Prima televisiva: 15 gennaio 1973
- Diretto da: Arnold Lathan
- Scritto da: Jim Byrnes

### Trama
- Guest star: Tom Pittman (Elmer), Ken Lynch (McKee), Linda Watkins (Abby Shadler), Alex Sharp (Reno), Denver Pyle (Cyrus Himes), Don 'Red' Barry (Dobson), Barry Cahill (Walters), John Carter (padre Walsh), John Davis Chandler (Rogers), Pat Conway (Varnum), Wallace Earl (Farina), Bill Erwin (Mr. Jonas), Earl Holliman (Boone Shadler), Diana Hyland (Dallas Fair), James Jeter (Creech), Meg Wyllie (Mrs. Evans)

## Patricia
- Prima televisiva: 22 gennaio 1973
- Diretto da: Alf Kjellin
- Scritto da: Calvin Clements Sr.

### Trama
- Guest star: Ted Jordan (Nathan Burke), Donald Elson (Brown), Richard Lundin (conducente della diligenza), Glenn Strange (Sam Noonan), John Baer (Johnny's Father), Gail Bonney (Mrs. Peary), Ike Eisenmann (Johnny), Jess Walton (Patricia Colby O'Brien)

## A Quiet Day in Dodge
- Prima televisiva: 29 gennaio 1973
- Diretto da: Alf Kjellin
- Scritto da: Jack Miller

### Trama
- Guest star: Glenn Strange (Sam Noonan), J. Pat O'Malley (commesso viaggiatore), Charles Wagenheim (Joshua Halligan), Herb Vigran (giudice Brooker), Willie Aames (Andy), Michelle Breeze (Sadie), Helen Page Camp (Mrs. Ballou), Woody Chambliss (Woody Lathrop), Walker Edmiston (Ludlow), John Fiedler (Mr. Ballou), Shug Fisher (Dobie Crimps), Douglas Fowley (Buck Doolin), Leo Gordon (Job Snelling), Margaret Hamilton (Edsel Pry), Hank Wise (Hank)

## Whelan's Men
- Prima televisiva: 5 febbraio 1973
- Diretto da: Paul F. Edwards
- Scritto da: Ron Bishop

### Trama
- Guest star: Ted Jordan (Nathan Burke), Roy Roberts (Harry Bodkin), Frank Ramírez (Breed), Glenn Strange (Sam Noonan), Gerald McRaney (Gentry), William Bramley (Loomis), Tom Brown (Ed O'Connor), Robert Burr (Dan Whelan), Ed Craig (Partridge), Harrison Ford (Hobey), Seamon Glass (Acker), Richard Hale (minatore), Bobby Hall (Musgrove), Noble Willingham (Tuck)

## Kimbro
- Prima televisiva: 12 febbraio 1973
- Diretto da: Gunner Hellström
- Scritto da: Jim Byrnes

### Trama
- Guest star: Tom Falk (Billy Stratton), Lisa Eilbacher (Melody), Michael Strong (Peak Stratton), Doreen Lang (Mary Bentley), William Devane (Moss Stratton), John Anderson (Adam Kimbro), Wendell Baker (John), Rick Weaver (Turkey Stratton)

## Jesse
- Prima televisiva: 19 febbraio 1973
- Diretto da: Bernard McEveety
- Scritto da: Jim Byrnes

### Trama
- Guest star: Larry Finley (barista), Ted Gehring (sceriffo Bradley), Regis Cordic (Marshal Halstead), Jim Davis (Dave Carpenter), Karen Welch (Agnes), Don Stroud (Pete Murphy), Leonard Stone (Abel Glass), Robert Pine (Link), Brock Peters (Jesse Dillard), Lloyd Nelson (dottor Miller), Pete Kellett (Drucker), Norman Bartold (sceriffo)

## Talbot
- Prima televisiva: 26 febbraio 1973
- Diretto da: Vincent McEveety
- Scritto da: Jim Byrnes

### Trama
- Guest star: Ken Swofford (Harkey), Ed McCready (uomo), Charles Wagenheim (Joshua Halligan), Robert Totten (Eli Snider), Bill Williams (Red), Robert Donner (Talbot), Howard Culver (Howie Uzzell), Ted Jordan (Nathan Burke), Glenn Strange (Sam Noonan), Gloria Dixon (Shirley), Chanin Hale (Sally), Victor Izay (Bull), Peter Jason (Bob Pope), Salome Jens (Katherine), Anthony Zerbe (Talbot)

## This Golden Land
- Prima televisiva: 5 marzo 1973
- Diretto da: Gunner Hellström
- Scritto da: Hal Sitowitz

### Trama
- Guest star: Victor French (Ruxton), Richard Dreyfuss (Gearshon Gorofsky), Robert Nichols (barista), Wayne McLaren (Homer), Paul Stevens (Moshe Gorofsky), Joseph Hindy (Laibel), Bettye Ackerman (Zisha Gorofsky), Kevin Coughlin (Calvin), Scott Selles (Semel)